# フランス領ソマリランド・フラン
フランス領ソマリランド・フランは、100セントに分割された通貨で、1869年から1967年までフランス領ソマリランドで流通した。

## 硬貨
植民地時代には、1、2、5、10、20フランのコインが発行された。1948年に最初の1、2、5フラン硬貨が鋳造されました。1952年には20フラン硬貨が導入された。そして、1965年に10フラン硬貨が鋳造され、流通するようになった。
| 名称     | 流通年間      | 材質             | 形状 |
| -------- | ------------- | ---------------- | ---- |
| 1フラン  | 1948年-1968年 | アルミニウム     | 円形 |
| 2フラン  | 1948年-1968年 | アルミニウム     | 円形 |
| 5フラン  | 1948年-1968年 | アルミニウム     | 円形 |
| 10フラン | 1965年-1968年 | アルミニウム青銅 | 円形 |
| 20フラン | 1952年-1968年 | アルミニウム青銅 | 円形 |

## 紙幣
流通した紙幣は以下のとおりである。
- 50フラン
- 100フラン
- 500フラン
- 1000フラン
- 5000フラン